# Les Rendez-vous de Satan
Pour plus de détails, voir Fiche technique et Distribution.
Les Rendez-vous de Satan (Perché quelle strane gocce di sangue sul corpo di Jennifer?) est un giallo italien réalisé par Giuliano Carnimeo, sorti en 1972.

## Synopsis
En moins de 24 heures, deux jeunes femmes sont sauvagement assassinées dans un immeuble luxueux.
Peu après, la propriétaire des lieux, Andrea, invite deux mannequins, Jennifer et Marilyn, à emménager dans le bâtiment, souhaitant en retour qu'elles posent pour une campagne de publicité. Mais Jennifer est très vite harcelée par le tueur en série. Elle découvre que l'ancien propriétaire de son appartement s'est donné la mort. Alors que tous les soupçons se portent sur Andrea, Jennifer tente de démasquer le meurtrier avant qu'elle ne devienne la prochaine victime. Les suspects sont nombreux : son ancien époux membre d'une secte satanique, une voisine lesbienne, le fils difforme d'une vieille veuve ou encore l'architecte et propriétaire de l'immeuble qui ne supporte pas la vue du sang.

## Fiche technique
- Titre original : Perché quelle strane gocce di sangue sul corpo di Jennifer?[1]
- Titre français : Les Rendez-vous de Satan[2]
- Réalisation : Giuliano Carnimeo (sous le nom d'« Anthony Ascott »)
- Scénario : Ernesto Gastaldi
- Montage : Eugenio Alabiso
- Musique : Bruno Nicolai
- Photographie : Stelvio Massi
- Société de production :  Galassia Cinematografica et Lea Film
- Pays d'origine :  Italie
- Langue originale : italien
- Format : couleur
- Genre : giallo
- Durée : 94 minutes
- Dates de sortie : 
  - Italie : 10 août 1972
  - France : 7 mars 1979

## Distribution
- Edwige Fenech : Jennifer Osterman
- George Hilton : Andrea Antinori
- Paola Quattrini : Marilyn Ricci
- Giampiero Albertini : Commissaire Enci
- Franco Agostini : Redi, l'assistant du commissaire
- Oreste Lionello : Arthur le photographe
- Ben Carrá : Ex-mari de Jennifer
- Carla Brait : Mizar Harrington
- Gianni Pulone : Serveur
- Carla Mancini
- George Rigaud : Professeur Isaacs, le père de Sheena
- Annabella Incontrera : Sheila Heindricks